# Mohelnička (přítok Jihlavy)
Mohelnička je potok v okrese Třebíč, je přítokem řeky Jihlavy.

## Průběh toku
Mohelnička pramení na Zeleném kopci mezi obcemi Kramolín a Mohelno. Protéká obcemi Mohelno a Lhánice. Na svém toku napájí tři rybníky: Clenkov, Suchánek a požární nádrž ve Lhánicích. Ve Lhánicích se do ní vlévá Štrenkrava. Mohelnička se vlévá do Jihlavy u Lhánic.
Protéká také přírodní rezervací Mohelnička.